# St. Raphael (Parsau)

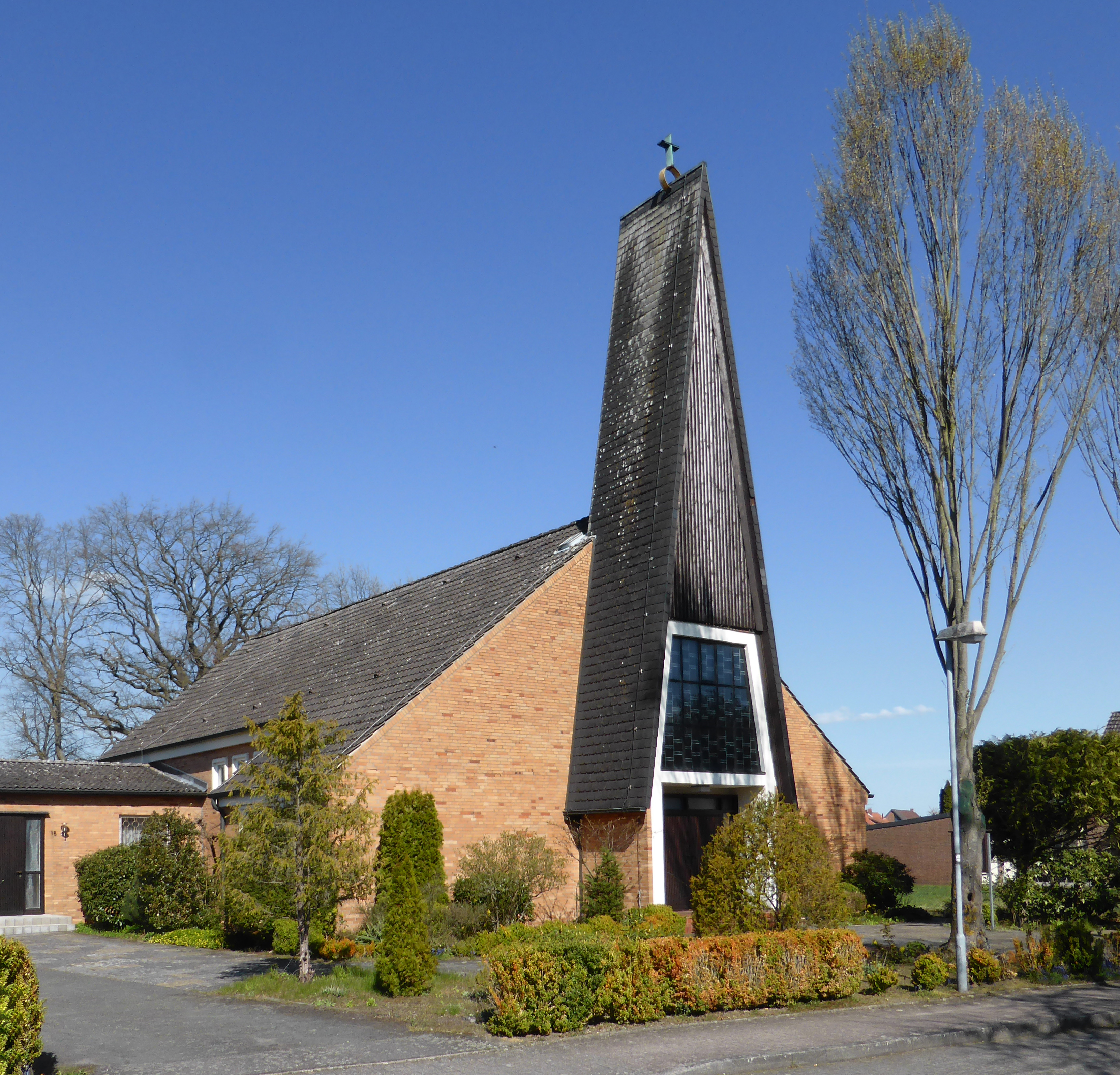
Außenansicht

Sankt Raphael ist die katholische Kirche in Parsau, einer Gemeinde im Osten des Landkreises Gifhorn in Niedersachsen. Die nach dem Erzengel Raphael benannte Kirche gehört zur Pfarrgemeinde St. Michael mit Sitz im Wolfsburger Stadtteil Vorsfelde, und damit zum Dekanat Wolfsburg-Helmstedt des Bistums Hildesheim.

## Geschichte
Im 16. Jahrhundert wurde Parsau mit der Einführung der Reformation evangelisch-lutherisch. 1561 wurde die erste Kirche in Parsau erbaut, zuvor hatten die Einwohner von Parsau den weiten Weg zur St.-Petrus-Kirche in Vorsfelde zurückzulegen.
Im Zuge der Flucht und Vertreibung Deutscher aus Mittel- und Osteuropa 1945–1950 ließen sich auch in Parsau und den umliegenden Orten wieder Katholiken nieder, katholische Gottesdienste fanden zunächst in den evangelischen Kirchen von Parsau und Tülau-Fahrenhorst statt.
1959 begann die Planung einer katholischen Kirche. Zunächst war geplant, die Kirche auf einem ehemaligen Hofgrundstück in der Ortsmitte von Brome zu erbauen, dies wurde jedoch nicht umgesetzt. Die Kirche wurde von der Pfarrgemeinde St. Michael in Vorsfelde durch Architekt Hans Heinz Hübscher aus Wolfsburg gebaut. Am 22. Juli 1962 erfolgte die Grundsteinlegung durch Dechant Antonius Holling, und am 1. Juni 1963 wurde die Kirche durch Bischof Heinrich Maria Janssen geweiht. 1965 bekam die Kirche ihren Kreuzweg, und 1967 folgten die Glocken.
Von 1976 bis 1984 wurde die Kirche von der Pfarrgemeinde Unbefleckte Empfängnis Mariä in Velpke seelsorglich betreut. 1985 erfolgte eine Außensanierung sowie die Heizungserneuerung, 1988 eine Innenrenovierung. Claus Kilian entwarf Altar, Tabernakel, Kruzifix und Ambo neu. Am 12. Juni 1988 erfolgte anlässlich des 25-jährigen Kirchweihjubiläums die Weihe des neuen Altars, in den Reliquien des heiligen Justin eingefügt sind, durch Weihbischof Heinrich Pachowiak. Am 7. Mai 1995 folgte die Weihe der Orgel, zuvor wurde eine elektronische Orgel eingesetzt.
Seit dem 1. November 2006 gehört die Kirche zum Dekanat Wolfsburg-Helmstedt, welches zu diesem Zeitpunkt aus dem Dekanat Wolfsburg und dem Helmstedter Teil des Dekanats Helmstedt-Wolfenbüttel gebildet wurde. Aufgrund des Priestermangels finden seit August 2018 in der Kirche keine wöchentlichen Sonntagsgottesdienste mehr statt, sondern nur noch ein Sonntagsgottesdienst im Monat, gehalten als Vorabendmesse. In den anderen Wochen findet freitags eine Abendmesse statt.

## Architektur und Ausstattung

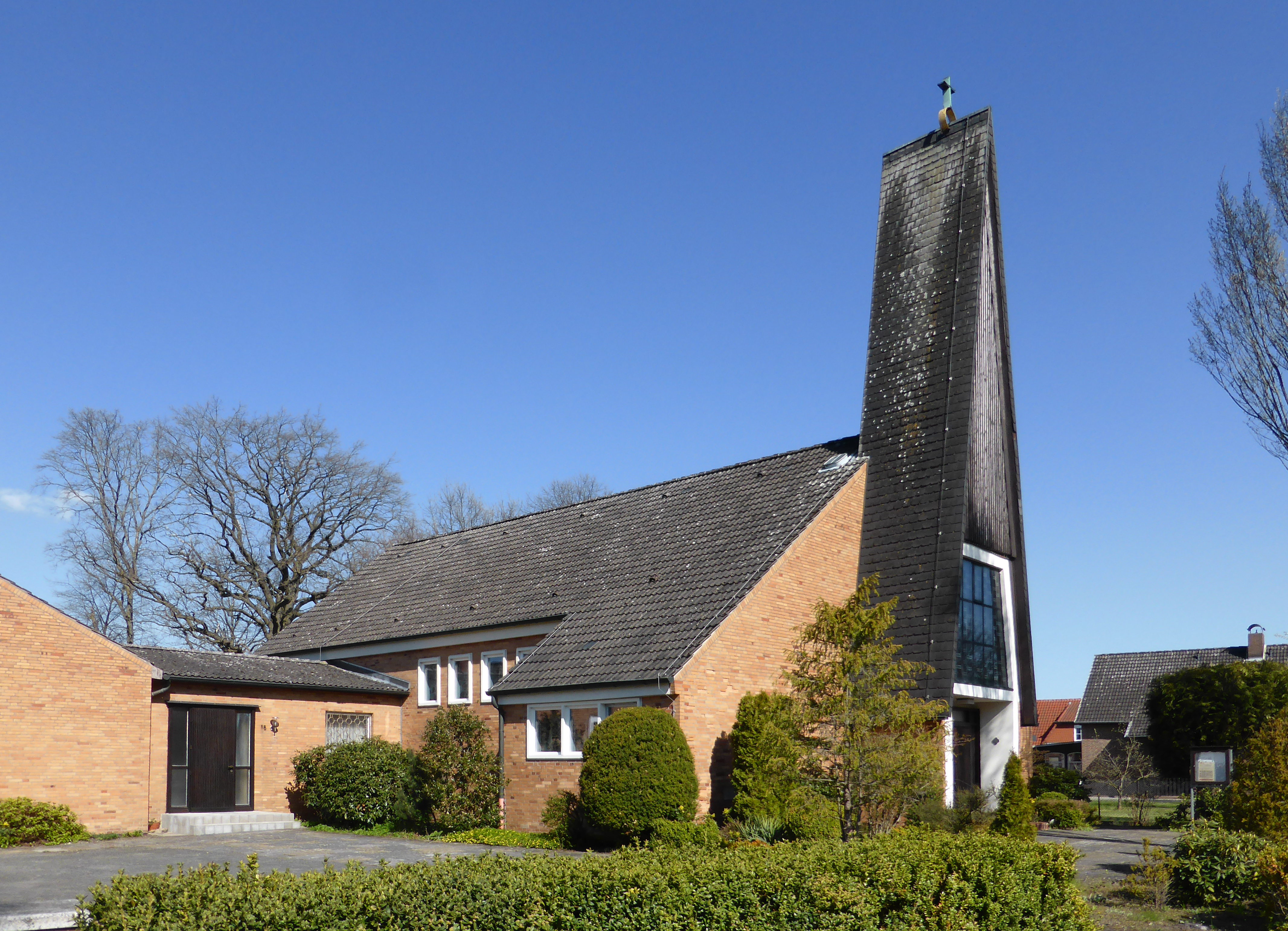
Außenansicht

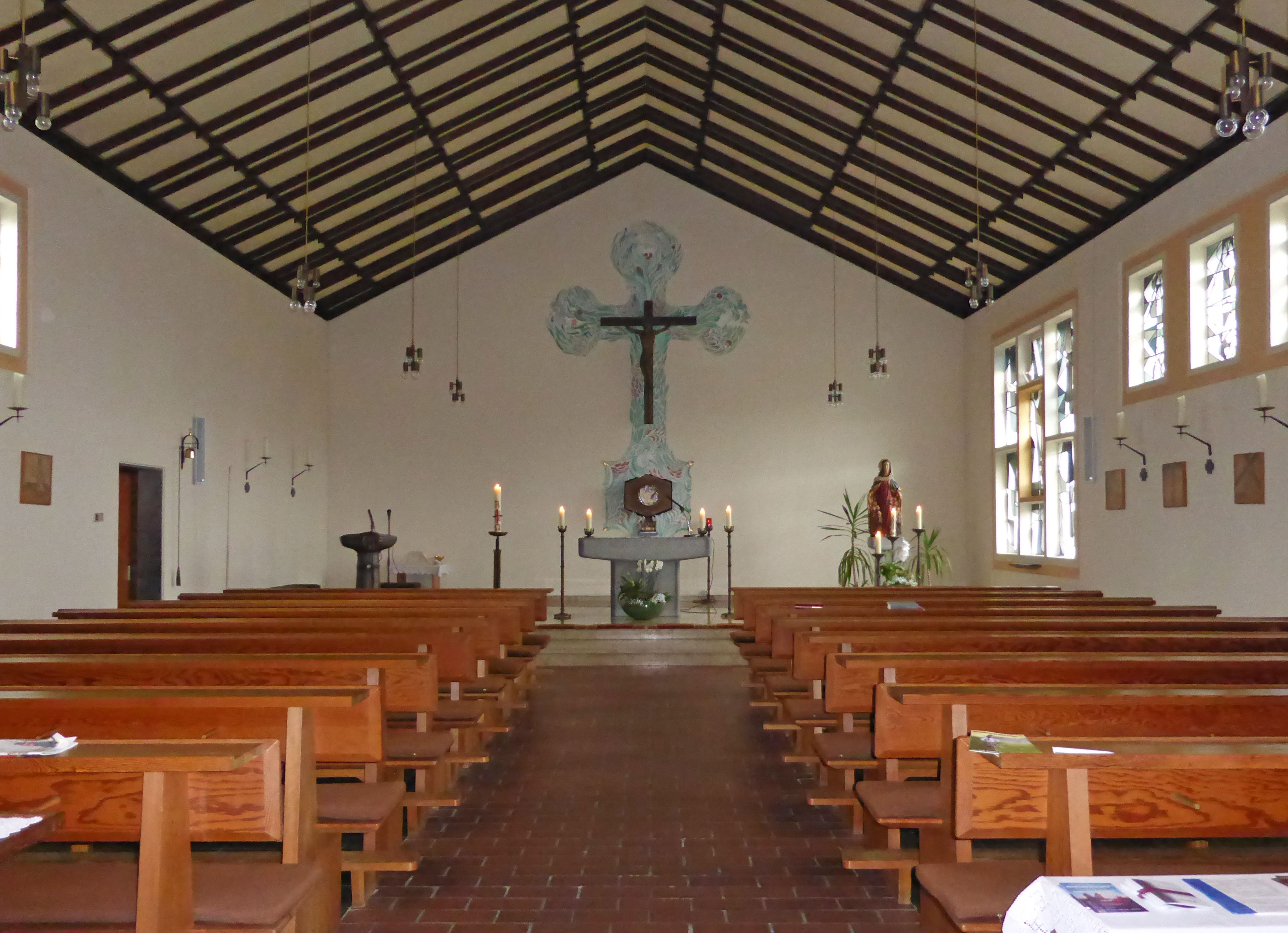
Innenansicht

Die Kirche befindet sich in rund 63 Meter Höhe über dem Meeresspiegel und steht auf dem Grundstück Bahnhofstraße 18. Ihr Architekt Hans-Heinz Hübscher aus Wolfsburg entwarf auch St. Johannes Maria Vianney (Clenze), St. Godehard (Amelinghausen) und St. Maria Königin (Hitzacker).
Das Gotteshaus wird durch den Eingangsturm betreten, in dem sich drei Glocken befinden. Der Innenraum bietet über 80 Sitzplätze, 1988 erhielt er seine heutige Gestalt. An der Wand hinter dem Altar befindet sich der von Claus Kilian und dem Wolfsburger Goldschmiedemeister Raimund Lange (1928–2006) gestaltete Tabernakel, darüber ein Kruzifix mit Korpus. Seitlich im Altarraum befindet sich seit 1988 eine Nachbildung der Ravensburger Schutzmantelmadonna. Links und rechts vom Kirchenschiff befinden sich, vom Kircheninneren aus zugänglich, eine Taufkapelle und eine Marienkapelle, in der Opferkerzen aufgestellt werden können. In die rückwärtige Wand ist ein Beichtstuhl eingelassen. Ein ikonenartiges Bild des Erzengels Raphael befindet sich im angrenzenden Gemeindesaal.

### Orgel

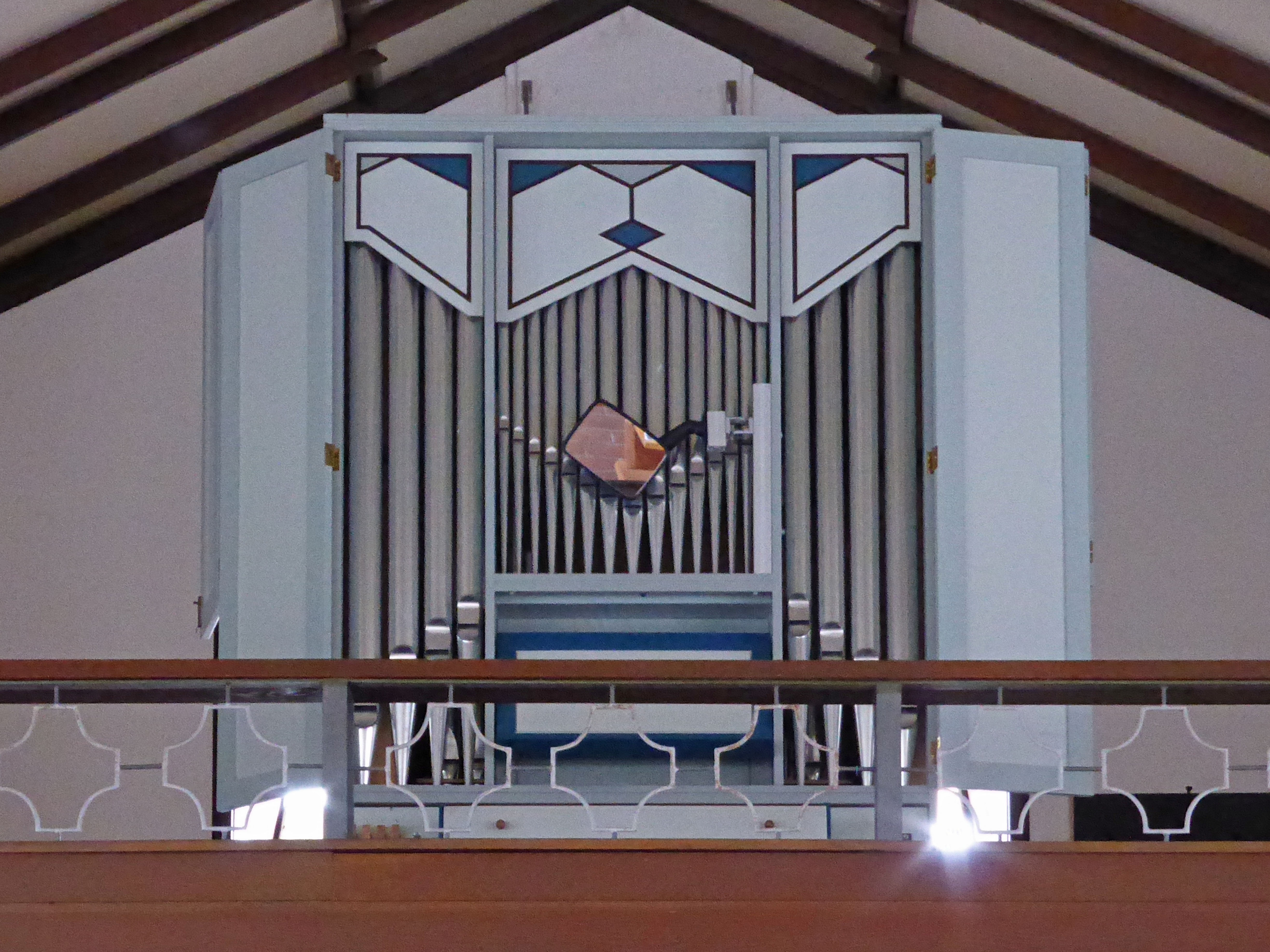
Orgel

Die Orgel wurde 1995 von der Firma Emil Hammer Orgelbau errichtet. Das Schleifladen-Instrument mit mechanischer Traktur hat 4 Register auf einem Manual und Pedal.
| Manual C–f3 |       |
| Gedackt     | 8′    |
| Principal   | 4′    |
| Flöte       | 2′    |
| Quinte      | 1 ⁄3′ |

| Pedalwerk C–f1 |
| angehängt      |

### Glocken
Die Kirche verfügt über drei Bronzeglocken der Glockengießerei Otto aus Bremen-Hemelingen, die im Jahr 1967 gegossen wurden. Am 15. Oktober 1967 erfolgte die Weihe der Glocken durch Dechant Antonius Holling. Die Glocken haben die Schlagtonreihe es, e, f. Die Glocken haben die Durchmesser 770 mm, 647 mm und 577 mm und wiegen zusammen ca. 550 kg.

## Einzugsgebiet
Das Einzugsgebiet der Kirche umfasst die Ortschaften Ahnebeck, Altendorf, Benitz, Bergfeld, Brome, Croya, Kaiserwinkel, Parsau, Tülau-Fahrenhorst, Voitze, Wiswedel und Zicherie, sämtlich zur Samtgemeinde Brome gehörend.